# Olympische Jugend-Sommerspiele 2018/Beachhandball/Kader Mädchen
Auf dieser Unterseite von Olympische Jugend-Sommerspiele 2018/Beachhandball werden die Kader, Statistiken sowie einige andere Informationen zu den teilnehmenden Mannschaften des Turniers der Mädchen gesammelt. Für die Jungen siehe Olympische Jugend-Sommerspiele 2018/Beachhandball/Kader Jungen.
Alle Mannschaften abgesehen von Amerikanisch-Samoa traten mit der maximalen Zahl von neun Spielerinnen an, Amerikanisch-Samoa nur mit acht. Somit waren 107 Spielerinnen im Einsatz.

## Legende
| Legende für die Spielerinnentabellen - PU – erzielte Punkte - ZS – Zeitstrafen - PV – Platzverweise (Zweite Zeitstrafe+Disziplinarstrafe) - SW – Strafwürfe (gefoult worden/verursacht) - AS – Assists - ST – Steals - BL – Blöcke - TO – Turnover - SA – Saves durch Torhüterinnen (bei Würfen) – gehalten/gesamt (%) | Legende für die Positionen - SPC – Spezialist (Specialist) - CB – Rückraum Mitte (Central Back) - D – Zentraler Abwehrspieler ([Central] Defender) - LW – Links-Außen (Left Wing) - RW – Rechts-Außen (Right Wing) - GK – Torwart (Goalkeeper) - P – Kreisläufer (Pivot) |

## Amerikanisch-Samoa
Amerikanisch-Samoa qualifizierte sich über die Juniorenweltmeisterschaften 2017 auf Mauritius, als man den Konkurrenten Australien hinter sich lassen konnte. Trainer Floor, zugleich Vater zweier der der Spielerinnen, nominierte nur acht der neun möglichen Spielerinnen, die zu Neunerkader gehörende Torhüterin Salatupemasina Toilolo war schon mit dem Team auf der Anreise, musste aber aufgrund eines familiären Todesfalles das Team in New York verlassen und nach Hause umkehren. Somit ging die Mannschaft ohne nominelle Torhüterin in das Turnier.
| NR | Name               | Position | PU | ZS | PV  | SW  | AS | ST | BL | TO | SA            |
| -- | ------------------ | -------- | -- | -- | --- | --- | -- | -- | -- | -- | ------------- |
| 02 | Frances Nautu      | RW/LW    | 07 | 4  | –   | –/3 | 05 | –  | 2  | 05 | 0–            |
| 03 | Stephanie Floor    | LW/SPC   | 78 | –  | –   | 4/– | 11 | –  | –  | 20 | 13/69 (19 %)  |
| 06 | Danielle Floor     | LW/RW    | 18 | 2  | –   | –/3 | 26 | 3  | –  | 14 | 0–            |
| 07 | Roselyn Faleao     | LW/SPC   | 25 | 3  | –   | –/2 | 03 | –  | –  | 16 | 20/100 (20 %) |
| 08 | Naomi A'asa        | RW/LW    | 13 | –  | –   | 3/– | 10 | –  | –  | 11 | 0–            |
| 11 | Philomena Tofaeono | P/CB     | 07 | 4  | 1+0 | –/8 | 03 | 1  | 9  | 07 | 1/10 (10 %)   |
| 12 | Jasmine Liu        | P/CB     | 56 | 2  | –   | –/– | 10 | 1  | –  | 27 | 8/64 (13 %)   |
| 18 | Imeleta Mata'utia  | D/CB     | 0– | 5  | 1+1 | –/6 | 0– | –  | 2  | 0– | 0–            |

- Trainer: Carl Sagapolutele Floor

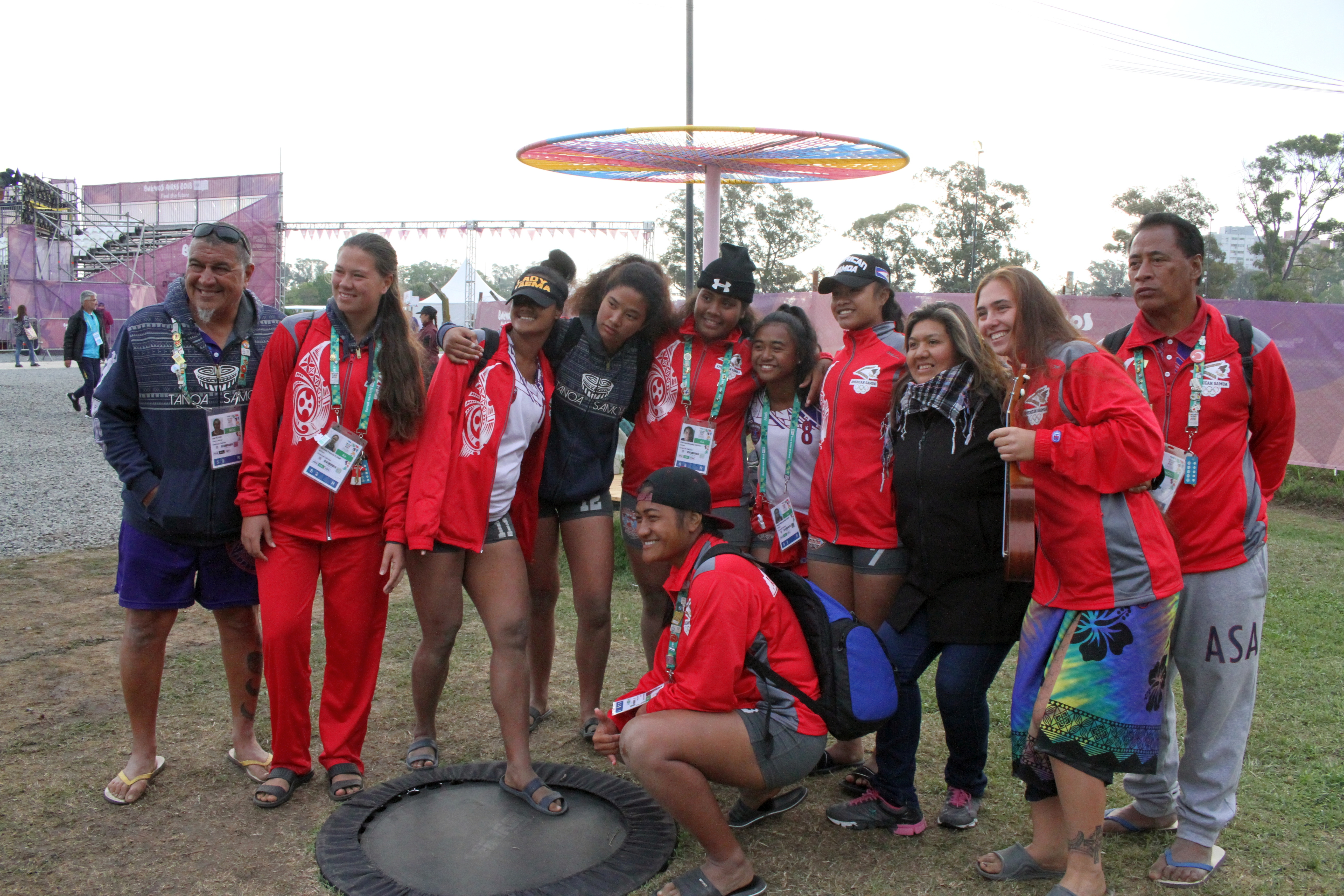
Die Mannschaft Amerikanisch-Samoas am Finaltag

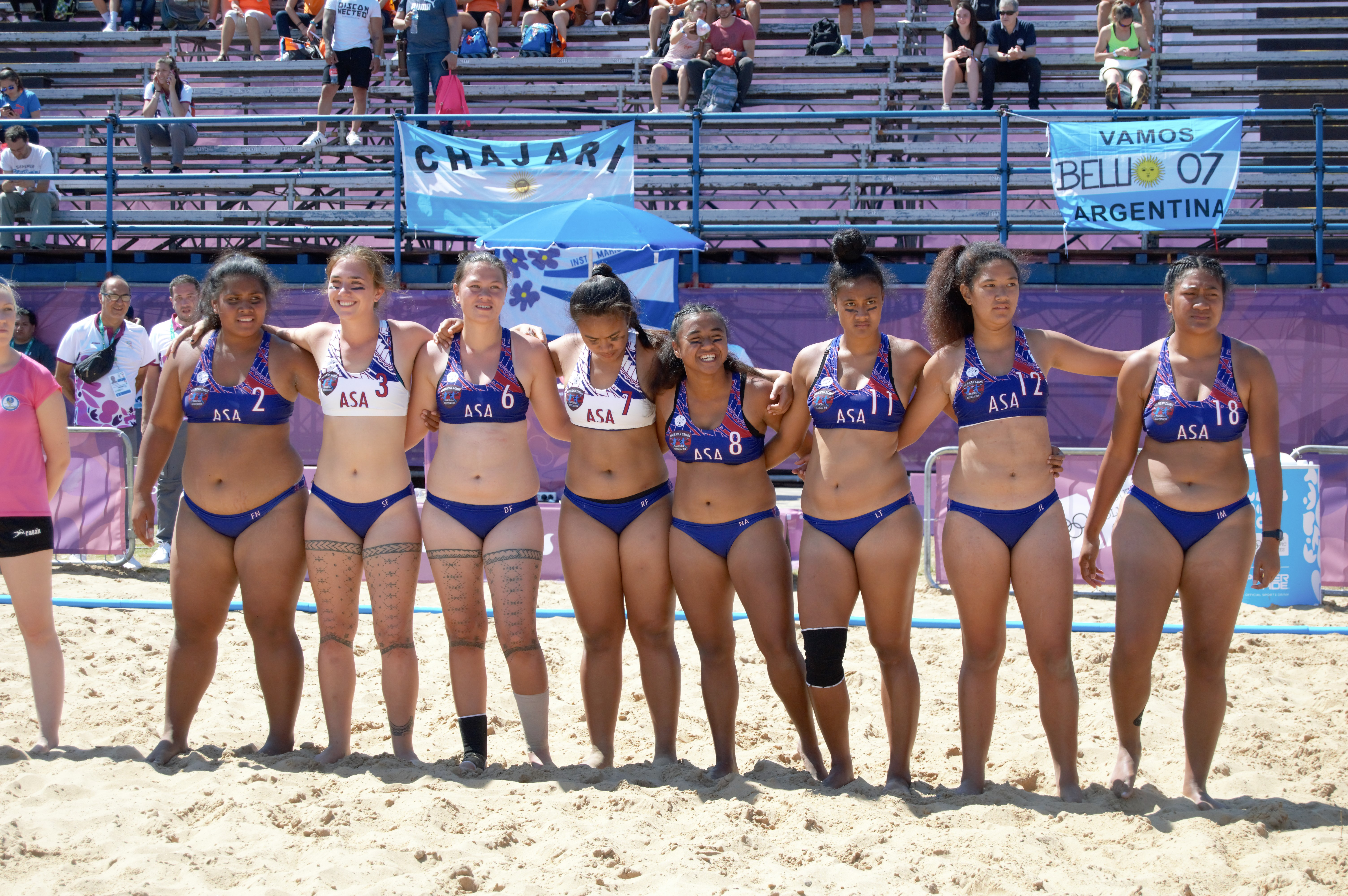
Amerikanisch-Samoa vor ihrem ersten Spiel gegen Ungarn

- Assistent (Defensive): Joey Sagapolu

| Trikot           | Tank Top Feld | Tank Top Tor/Specialist | Shorts |
| ---------------- | ------------- | ----------------------- | ------ |
| Standardtrikot   | Rot           | Rot                     | Blau   |
| Ausweichtrikot   | Weiß          | Rot                     | Blau   |
| Ausweichtrikot 2 | Blau/Rot      | Rot                     | Blau   |

## Argentinien
Die als Gastgeberinnen gesetzten Argentinierinnen bereiteten sich akribisch auf die Jugendspiele vor. Neben einem Vorbereitungsturnier mit einer zweigeteilten erweiterten U-Mannschaft sowie der argentinischen und uruguayischen A-Mannschaften wurden vier Turnierreisen zwischen Januar und September 2018 nach Brasilien unternommen. Aus dem sich heraus kristallisierten Kader fielen am Ende Micaela Corimberto und Pilar Lana, um auf die Kadergröße von neun Spielerinnen zu kommen.
| NR | Name                | Position | PU | ZS | PV | SW  | AS | ST | BL | TO | SA            |
| -- | ------------------- | -------- | -- | -- | -- | --- | -- | -- | -- | -- | ------------- |
| 02 | Lucila Balsas       | CB/RW    | 44 | –  | –  | 2/– | 07 | –  | –  | 9  | –             |
| 03 | Caterina Benedetti  | RW/SPC   | 87 | –  | –  | –   | 16 | –  | 1  | 12 | –             |
| 05 | Fiorella Corimberto | LW/RW    | 67 | –  | –  | 1/4 | 19 | 5  | 1  | 5  | –             |
| 07 | Belén Aizen         | LW/D     | 32 | 1  | –  | 1/2 | 14 | 6  | 3  | 4  | 1/1 (100 %)   |
| 09 | Carolina Ponce      | SPC/CB   | 44 | –  | –  | 2/– | 03 | –  | –  | 7  | –             |
| 10 | Zoe Turnes          | LW/P     | 18 | 3  | –  | –/8 | 0– | 6  | 9  | 6  | 4/9 (44 %)    |
| 13 | Gisella Bonomi      | P/D      | 87 | 1  | –  | 3/1 | 06 | 2  | 1  | 8  | 1/4 (25 %)    |
| 15 | Jimena Riadigos     | D/P      | 0– | 1  | –  | –/4 | 01 | 1  | 6  | –  | –             |
| 16 | Rosario Soto        | GK       | 0– | –  | –  | –   | 01 | –  | –  | –  | 37/186 (20 %) |

- Trainer: Leticia Brunati

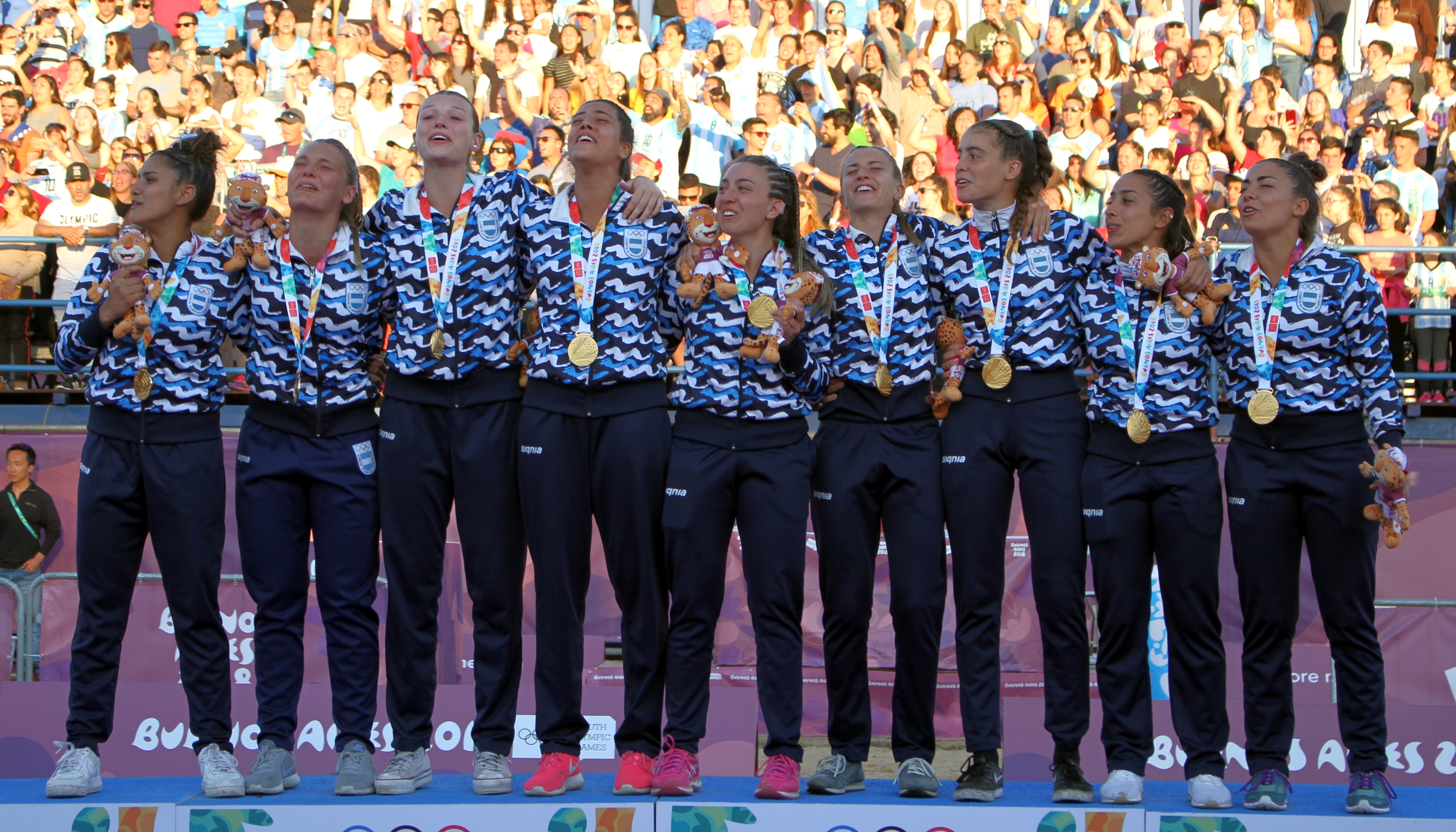
Die argentinische Siegermannschaft bei der Medaillenvergabe

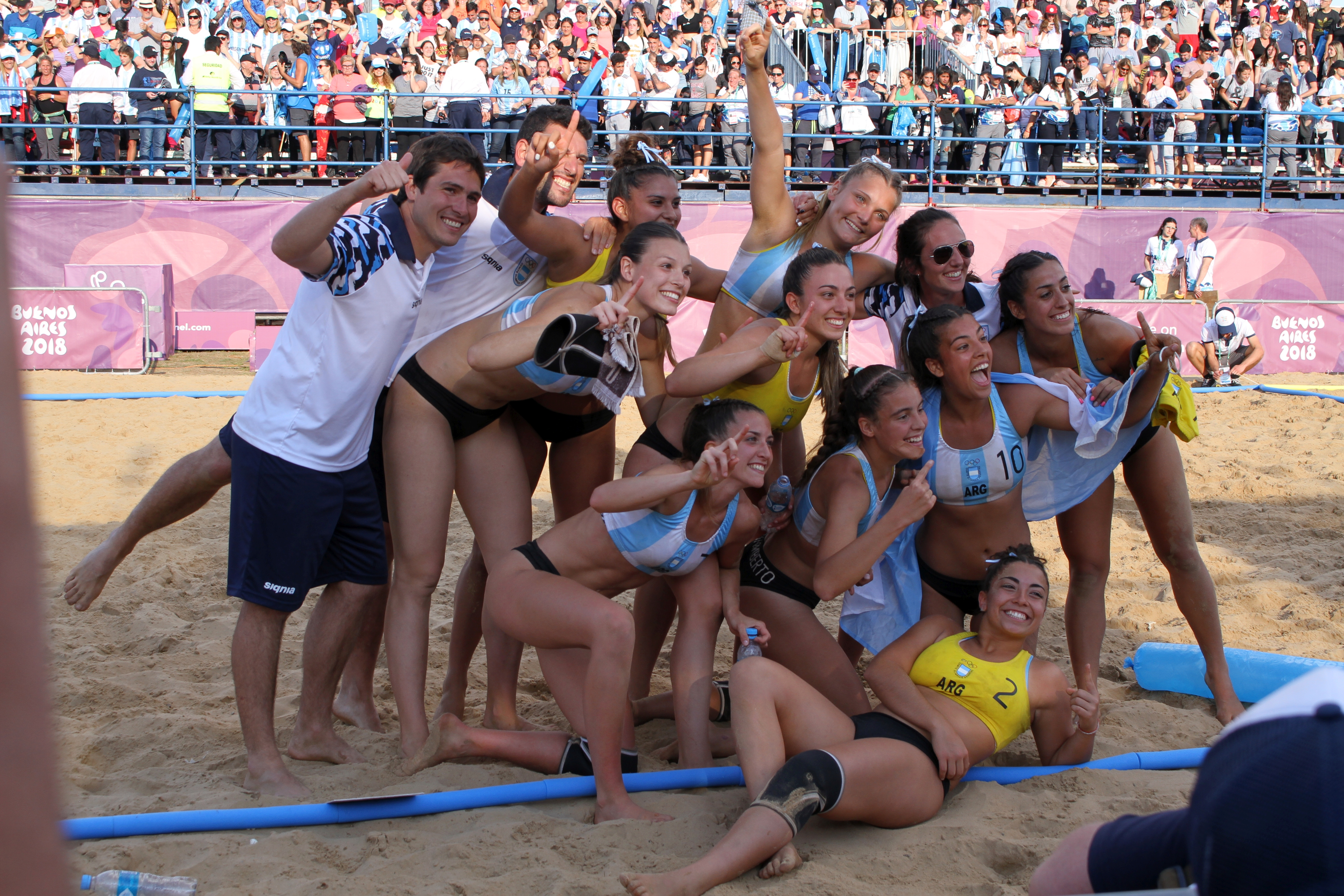
Die Argentinierinnen feiern ihren Sieg

- Assistenten: Sebastián Ferraro, Gustavo Andrés Sanz

| Trikot           | Tank Top Feld | Tank Top Tor/Specialist | Shorts  |
| ---------------- | ------------- | ----------------------- | ------- |
| Standardtrikot   | Hellblau-Weiß | Gelb                    | Schwarz |
| Ausweichtrikot   | Blau          | Gelb                    | Schwarz |
| Ausweichtrikot 2 | Schwarz       | Gelb                    | Schwarz |

## Chinesisch Taipeh (Taiwan)
Taiwan rückte als eine der beiden Mannschaften aus Asien nach, nachdem die eigentlich über die Juniorenweltmeisterschaften qualifizierten Chinesinnen ihren Mannschaftsstartplatz im Feldhockey verwendeten und Thailand lieber im Futsal antrat. Anders als Nachrücker Hongkong nahm Taiwan am Qualifikationsturnier, den Juniorenweltmeisterschaften 2017 auf Mauritius teil und unterlag China im Spiel um den siebten Rang, erreichte damit dennoch einen Startplatz für Buenos Aires.

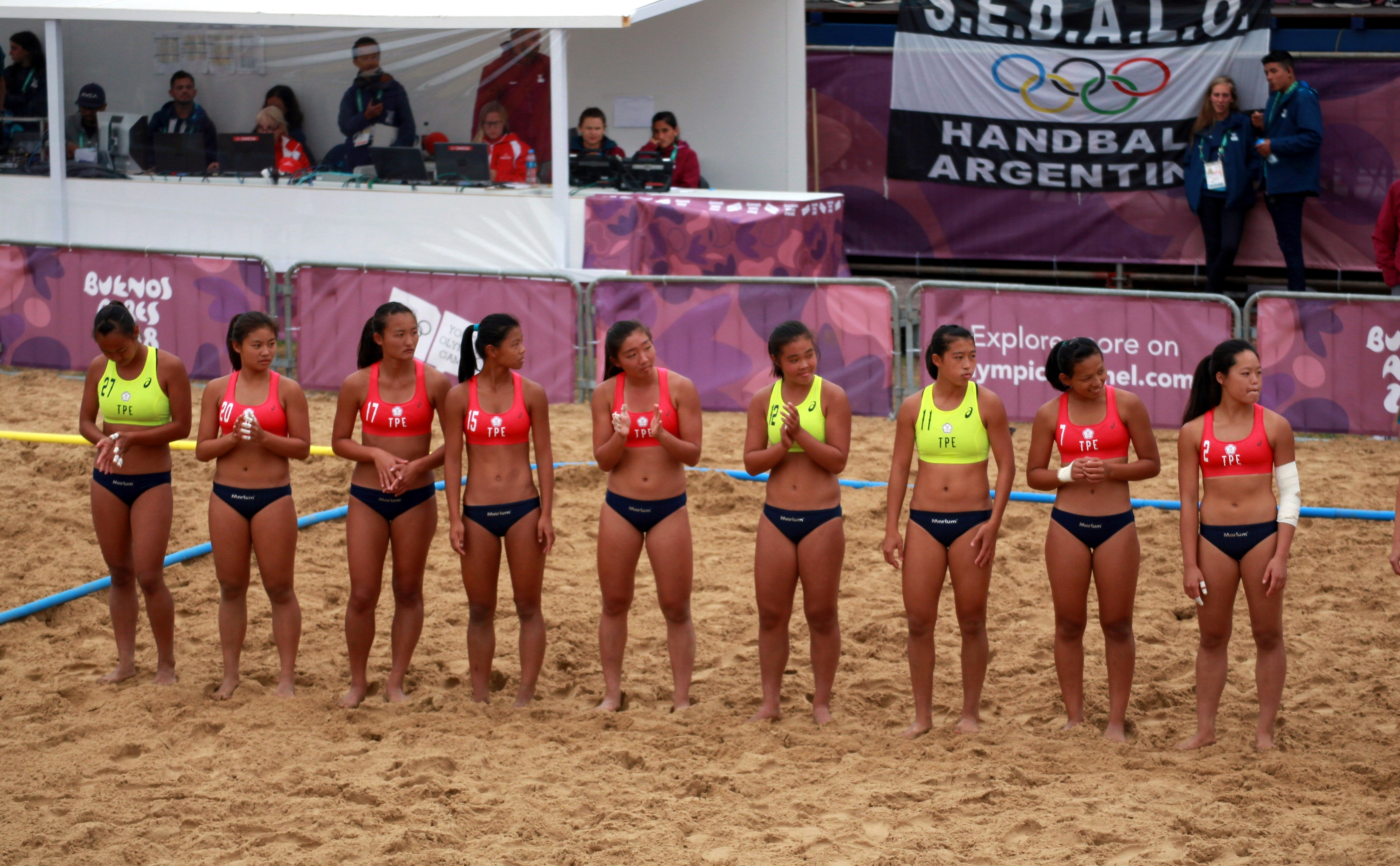
Die Mannschaft Taiwans vor dem Spiel um den fünften Platz gegen Paraguay

| NR | Name          | Position | PU  | ZS | PV  | AS | ST | BL | TO | SA |
| -- | ------------- | -------- | --- | -- | --- | -- | -- | -- | -- | -- |
| 02 | Lin Pin-chun  | LW       | 113 | 1  |     | 26 |    |    |    |    |
| 07 | Lin Hun-gwen  | LW/P     | 044 | 1  |     | 01 |    |    |    |    |
| 11 | Yan Yu-jia    | SPC      | 032 | –  |     | 09 |    |    |    |    |
| 12 | Shen Yun-ting | GK       | 010 | –  |     | 06 |    |    |    |    |
| 14 | Chao Yu-chen  | P        | 086 | –  |     | 34 |    |    |    |    |
| 15 | Chen Shu-fen  | D        | 002 | –  |     | 01 |    |    |    |    |
| 17 | Chan Yu-chen  | D        | 00– | 1  | 1+0 | 0– |    |    |    |    |
| 20 | Tsai Pei-ling | RW       | 067 | –  |     | 25 |    |    |    |    |
| 27 | Ke Xin-ping   | SPC/RW   | 024 | –  |     | 06 |    |    |    |    |

- Trainer: Pan Chien-hung

| Trikot           | Tank Top Feld | Tank Top Tor/Specialist | Shorts  |
| ---------------- | ------------- | ----------------------- | ------- |
| Standardtrikot   | Schwarz       | Schwarz                 | Schwarz |
| Ausweichtrikot   | Dunkelpink    | Schwarz                 | Schwarz |
| Ausweichtrikot 2 | Dunkelblau    | Schwarz                 | Schwarz |

## Hongkong
Hongkong rückte als zweite Mannschaft Asiens nach, nachdem die eigentlich über die Juniorenweltmeisterschaften qualifizierten Chinesinnen ihren Mannschaftsstartplatz im Feldhockey verwendeten und Thailand lieber im Futsal antrat. Anders als der erste Nachrücker Taiwan war Hongkong nicht bei den Juniorenweltmeisterschaften am Start.

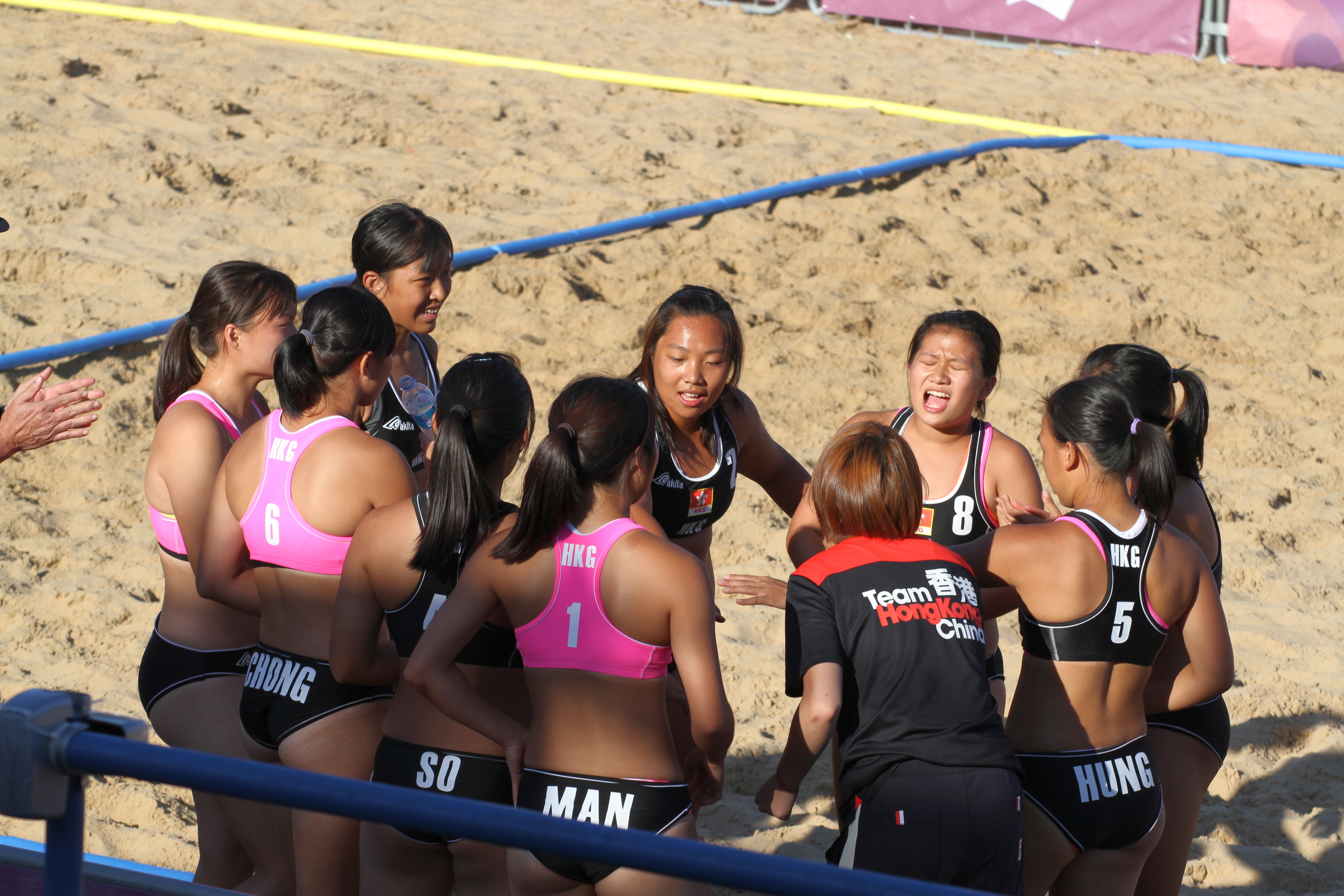
Die Mannschaft Hongkongs schwört sich vor dem Vorrundenspiel gegen Argentinien ein

| NR | Name          | Position | PU | ZS | PV  | AS | ST | BL | TO | SA |
| -- | ------------- | -------- | -- | -- | --- | -- | -- | -- | -- | -- |
| 1  | Cheuk Lam Man | GK/SPC   | 0– | –  |     | 01 |    |    |    |    |
| 2  | Tsz Tung Kwok | RW/SPC   | 02 | 1  |     | 0– |    |    |    |    |
| 3  | Tsz Tung Yok  | P/SPC    | 0– | 2  |     | 01 |    |    |    |    |
| 4  | Hoi Kiu So    | LW/SPC   | 02 | 2  |     | 0– |    |    |    |    |
| 5  | Sin Yu Hung   | D/SPC    | 20 | 4  | 1+0 | 16 |    |    |    |    |
| 6  | Sze Ki Chong  | D/SPC    | 52 | 1  |     | 06 |    |    |    |    |
| 7  | Lok Yee Li    | CB/SPC   | 42 | 1  |     | 18 |    |    |    |    |
| 8  | Hoi Ching Cho | CB/SPC   | 36 | 3  |     | 11 |    |    |    |    |
| 9  | Ching Lam Hui | P/SPC    | 30 | 2  |     | 02 |    |    |    |    |

- Trainer: Hoi Cheung Yeung
- Assistent: Wai Yu Lam

| Trikot           | Tank Top Feld | Tank Top Tor/Specialist | Shorts |
| ---------------- | ------------- | ----------------------- | ------ |
| Standardtrikot   | Rot           | Rot                     | Rot    |
| Ausweichtrikot   | Grün          | Rot                     | Rot    |
| Ausweichtrikot 2 | Grün          | Rot                     | Rot    |

## Kroatien
Kroatien rückte für das eigentlich über die Juniorenweltmeisterschaften qualifizierte Portugal nach, das lieber eine Mannschaft in das Futsal-Turnier entsandte. Trainerin Kanjugović nominierte alle neun möglichen Spielerinnen.

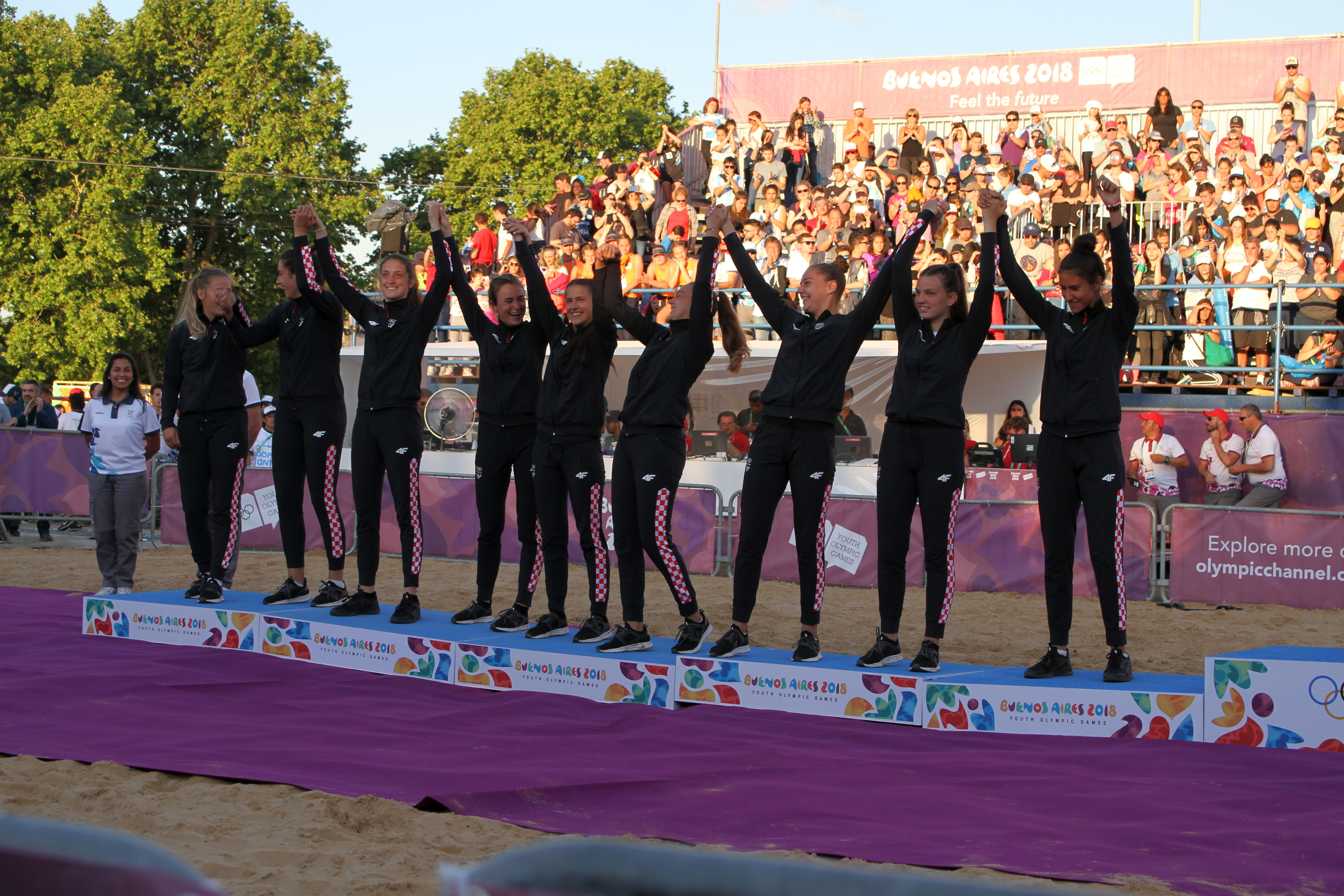
Die Mannschaft Kroatiens bei der Siegerehrung

| NR | Name              | Position | PU  | ZS | PV | AS | ST | BL | TO | SA |
| -- | ----------------- | -------- | --- | -- | -- | -- | -- | -- | -- | -- |
| 01 | Petra Lovrenčević | GK       | 00– | –  |    | 0– |    |    |    |    |
| 02 | Saša Sladić       | GK       | 00– | –  |    | 0– |    |    |    |    |
| 03 | Nika Vojnović     | P/D      | 056 | –  |    | 09 |    |    |    |    |
| 04 | Anja Vida Lukšić  | LW/RW    | 108 | 1  |    | 15 |    |    |    |    |
| 05 | Rea Banić         | RW/LW    | 045 | 1  |    | 55 |    |    |    |    |
| 06 | Mia Tupek         | SPC/CB   | 026 | –  |    | 27 |    |    |    |    |
| 09 | Vanja Perenčević  | SPC/CB   | 015 | 2  |    | 02 |    |    |    |    |
| 10 | Mia Bošnjak       | P/D      | 00– | 6  |    | 03 |    |    |    |    |
| 11 | Ana Malec         | SPC/CB   | 069 | –  |    | 04 |    |    |    |    |

- Trainerin: Iva Kanjugović[5]
- Assistent: Siniša Ostoić

| Trikot           | Tank Top Feld | Tank Top Tor/Specialist | Shorts |
| ---------------- | ------------- | ----------------------- | ------ |
| Standardtrikot   | Blau          | Rot                     | Blau   |
| Ausweichtrikot   | Rot           | Rot                     | Blau   |
| Ausweichtrikot 2 | Rot           | Rot                     | Blau   |

## Mauritius
Das Team setzte sich aus Spielerinnen zusammen, die erst im Jahr zuvor kurz vor den Juniorenweltmeisterschaften in ihrer Heimat mit dem Sport begonnen hatten, und wurde von einigen anderen Spielerinnen ergänzt, die noch später angefangen hatten zu spielen, aber schon Erfahrungen mit anderen Sportarten hatten. Zwei Drittel der Spielerinnen kamen vom Sportverein Moka Rangers, der vor allem für seine Fußballsparte bekannt ist, aber auch Handball anbietet. Chloé Bax etwa ist eine herausragende 7er-Rugbyspielerin. Obwohl Letztplatzierte beim heimischen Turnier, qualifizierte sich das Team, da es keine anderen teilnehmenden Mannschaften aus Afrika gab.
| NR | Name                      | Position | PU | ZS | PV  | AS | ST | BL | TO | SA |
| -- | ------------------------- | -------- | -- | -- | --- | -- | -- | -- | -- | -- |
| 10 | Sarina Ramlugon           | SPC/GK   | 0− | –  |     | 0− |    |    |    |    |
| 11 | Urvi Hemraz               | SPC/CB   | 13 | 2  |     | 02 |    |    |    |    |
| 12 | Sabine Desvaux de Marigny | RW/SPC   | 36 | 2  |     | 03 |    |    |    |    |
| 13 | Chloé Bax                 | D/LW     | 02 | 4  |     | 01 |    |    |    |    |
| 14 | Emma de Waal              | D/GK     | 0− | 1  | 1+0 | 01 |    |    |    |    |
| 15 | Zoé Georgia Guyollot      | D/LW     | 12 | 2  |     | 02 |    |    |    |    |
| 16 | Jasmeeta Kistoo           | RW/D     | 11 | 2  |     | 01 |    |    |    |    |
| 17 | Makeba Rose Alcida Permal | LW/SPC   | 11 | –  |     | 01 |    |    |    |    |
| 18 | Marie Chloé Hirigoyen     | SPC/CB   | 02 | 1  |     | 19 |    |    |    |    |

- Trainerin: Karine Raboud-Amoordon

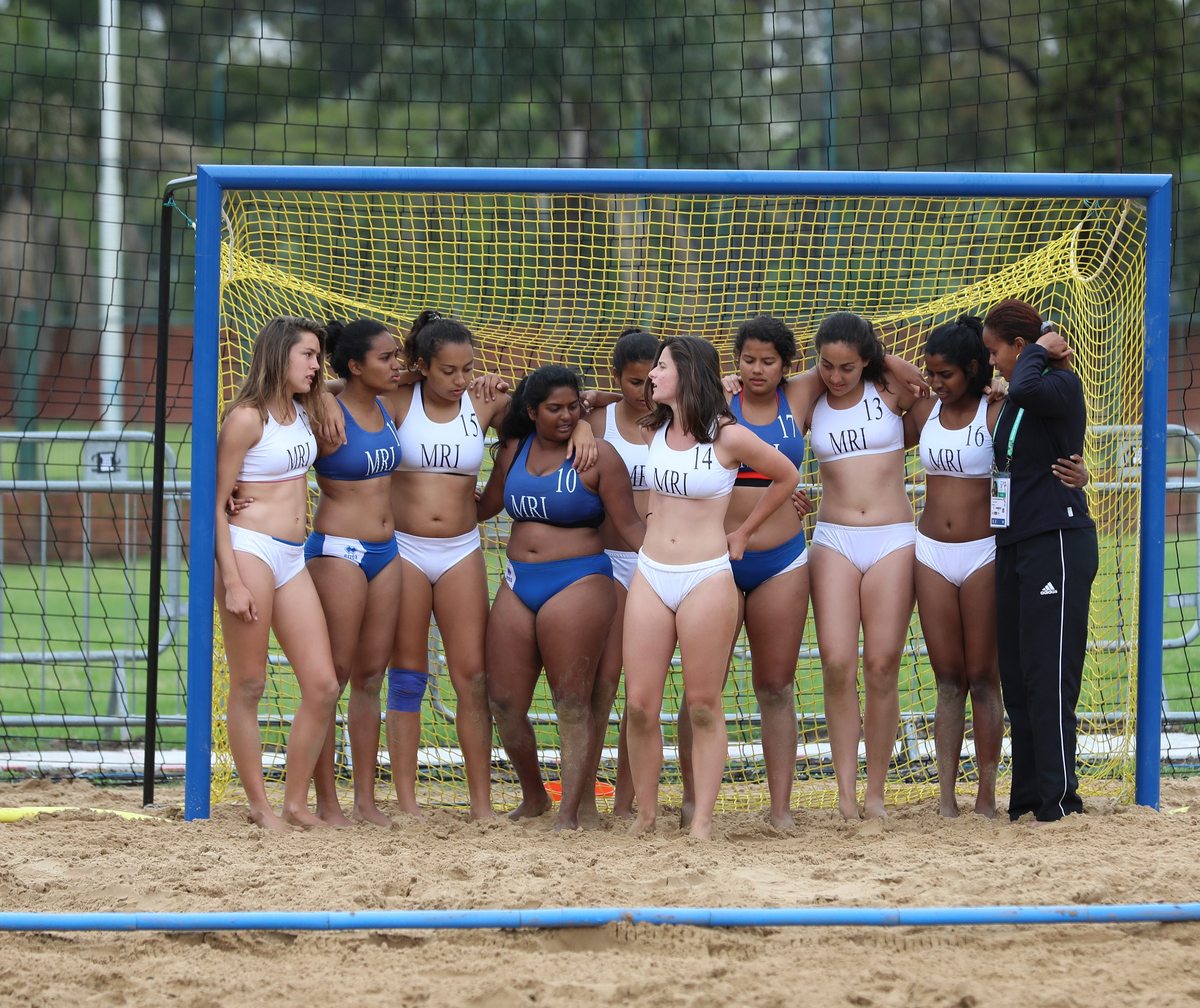
Mannschaftsfoto

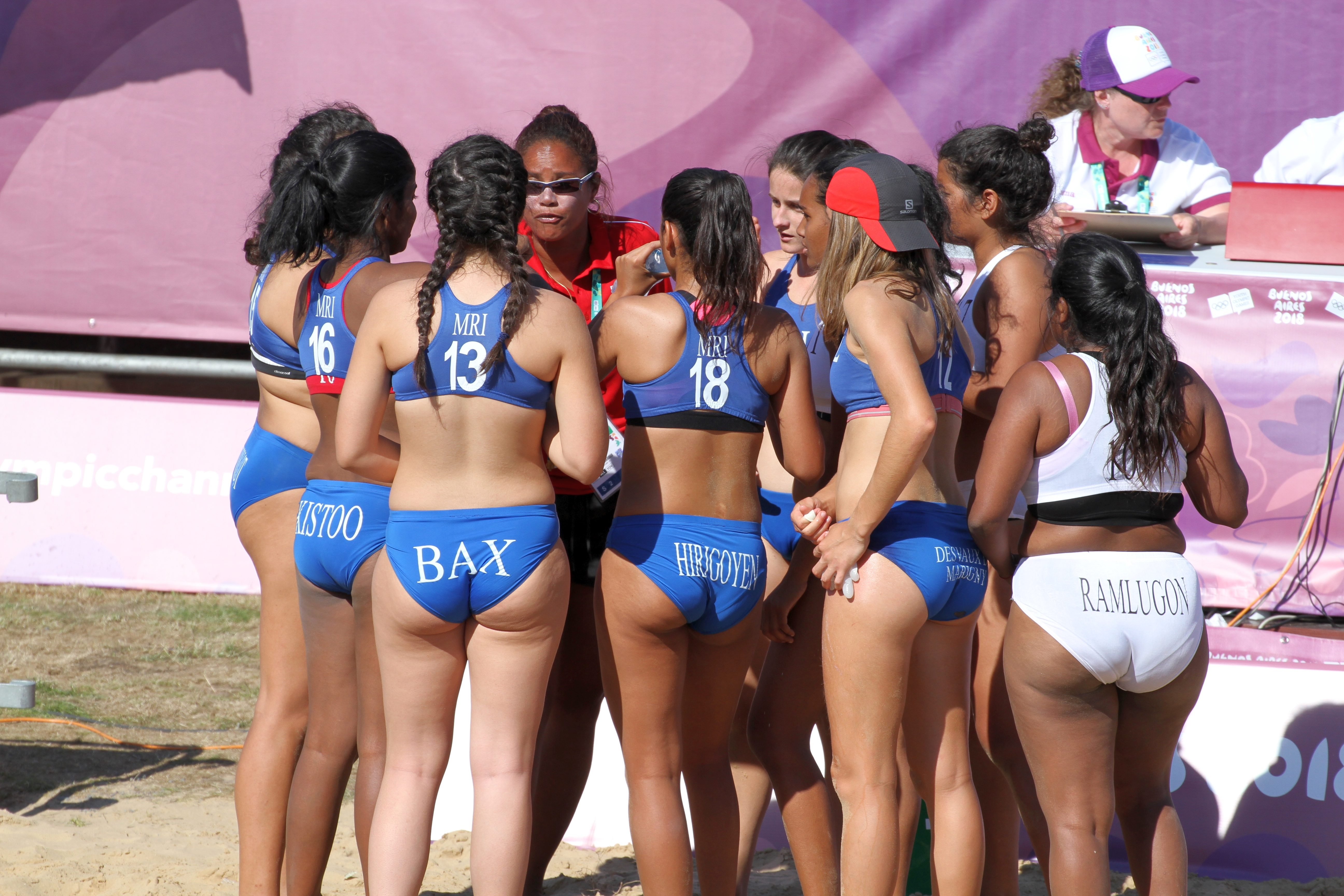
Mauritius wird von Trainerin Raboud-Amoordon vor dem Vorrundenspiel gegen Taiwan eingestimmt

- Assistent: Martial Georges Ludovic Carre

| Trikot           | Tank Top Feld | Tank Top Tor/Specialist | Shorts |
| ---------------- | ------------- | ----------------------- | ------ |
| Standardtrikot   | Rot           | Weiß                    | Weiß   |
| Ausweichtrikot   | Weiß          | Weiß                    | Weiß   |
| Ausweichtrikot 2 | Rot           | Weiß                    | Weiß   |

## Niederlande
Die Niederlande qualifizierten sich als Vizeweltmeisterinnen der Juniorenweltmeisterschaften 2017 als eines von drei europäischen Teams für Buenos Aires. Vom Team, das drei Monate zuvor die Silbermedaille bei Junioren-Europameisterschaften gewonnen hatte, schafften es Zoë Bron, Iris Hoekenga und Britt Stammes nicht in das um eine Spielerin kleineren Kader bei den Jugendspielen, dafür rückten Lieke van der Linden und Lisanne Bakker (wieder) ins Team. Hoekenga war eigentlich schon nominiert und wurde kurzfristig durch van der Linden ersetzt.

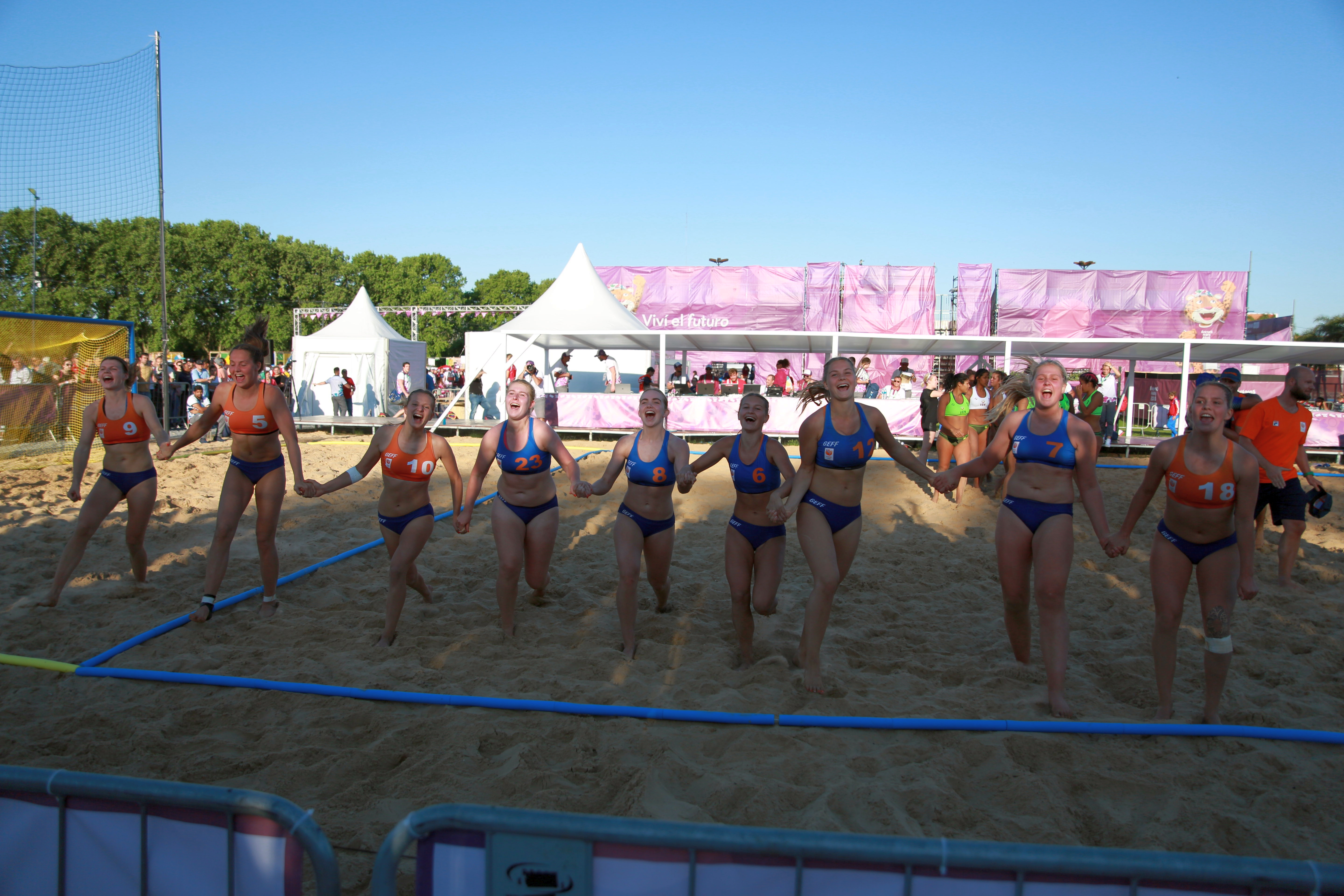
Die Mannschaft Ungarns feiert ihren Sieg im Hauptrundenspiel gegen Venezuela

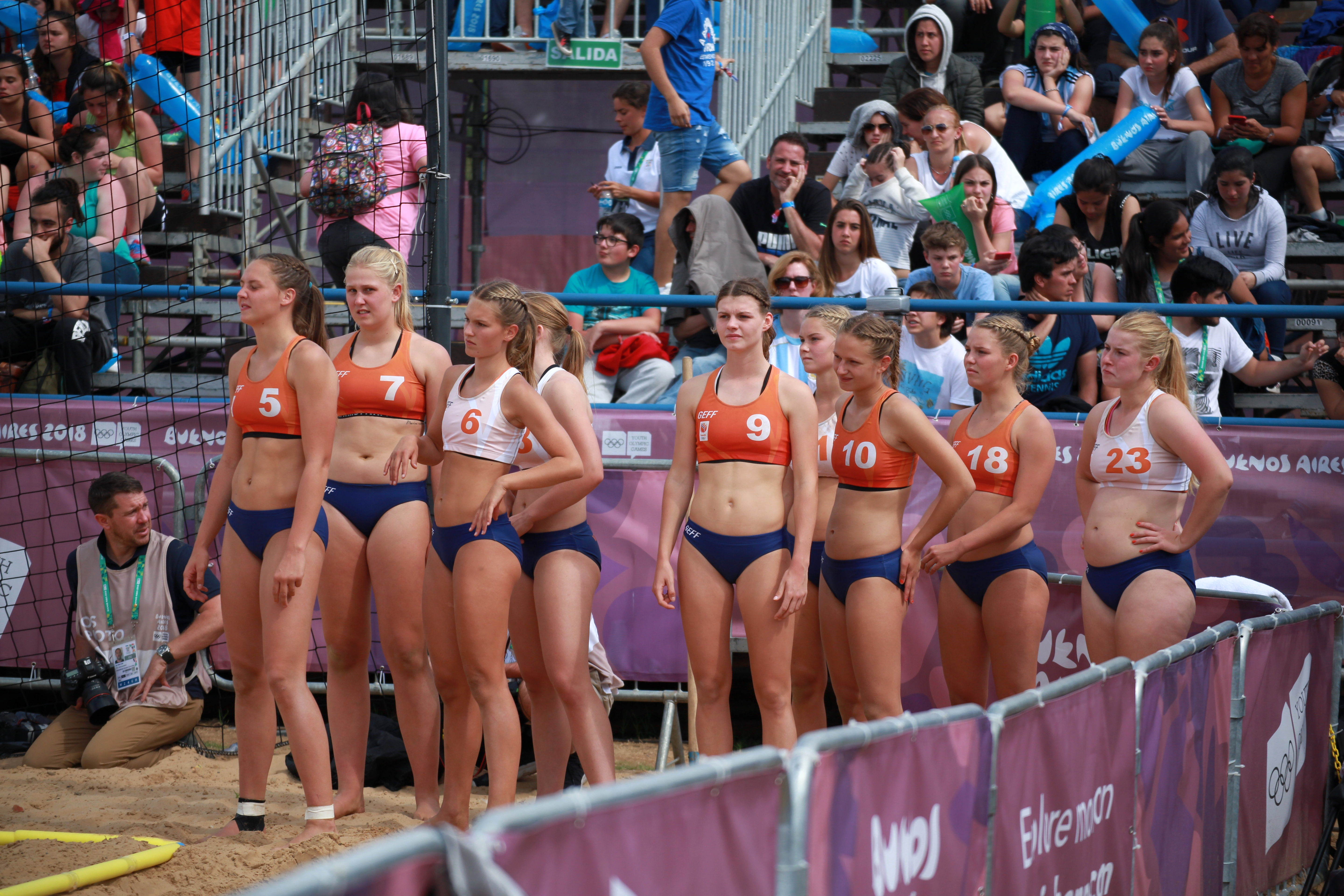
Die Mannschaft der Niederlande vor dem Spiel um die Bronzemedaille

| NR | Name                 | Position | PU  | ZS | PV | AS | ST | BL | TO | SA |
| -- | -------------------- | -------- | --- | -- | -- | -- | -- | -- | -- | -- |
| 05 | Marit van Ede        | RW       | 050 | 3  |    | 13 |    |    |    |    |
| 06 | Marit Crajé          | SPC      | 014 | –  |    | 07 |    |    |    |    |
| 07 | Amber van der Meij   | CB       | 051 | –  |    | 06 |    |    |    |    |
| 08 | Lieke van der Linden | GK       | 00– | –  |    | 0– |    |    |    |    |
| 09 | Anna Buter           | D        | 066 | 2  |    | 28 |    |    |    |    |
| 10 | Lynn Klesser         | LW       | 115 | 2  |    | 27 |    |    |    |    |
| 12 | Zoë van Giersbergen  | SPC      | 015 | –  |    | 08 |    |    |    |    |
| 18 | Nyah Metz            | P        | 077 | –  |    | 18 |    |    |    |    |
| 23 | Lisanne Bakker       | GK       | 024 | –  |    | 0– |    |    |    |    |

- Trainer: Harald Mulder
- Assistent: Serge ter Horst

| Trikot           | Tank Top Feld | Tank Top Tor/Specialist | Shorts  |
| ---------------- | ------------- | ----------------------- | ------- |
| Standardtrikot   | Orange        | Schwarz                 | Schwarz |
| Ausweichtrikot   | Schwarz       | Schwarz                 | Schwarz |
| Ausweichtrikot 2 | Schwarz       | Schwarz                 | Schwarz |

## Paraguay
Paraguay erlangte konkurrenzlos als eines von drei Teams bei den Juniorenweltmeisterschaften 2017 aus Amerika einen der drei Startplätze für die Jugendspiele.

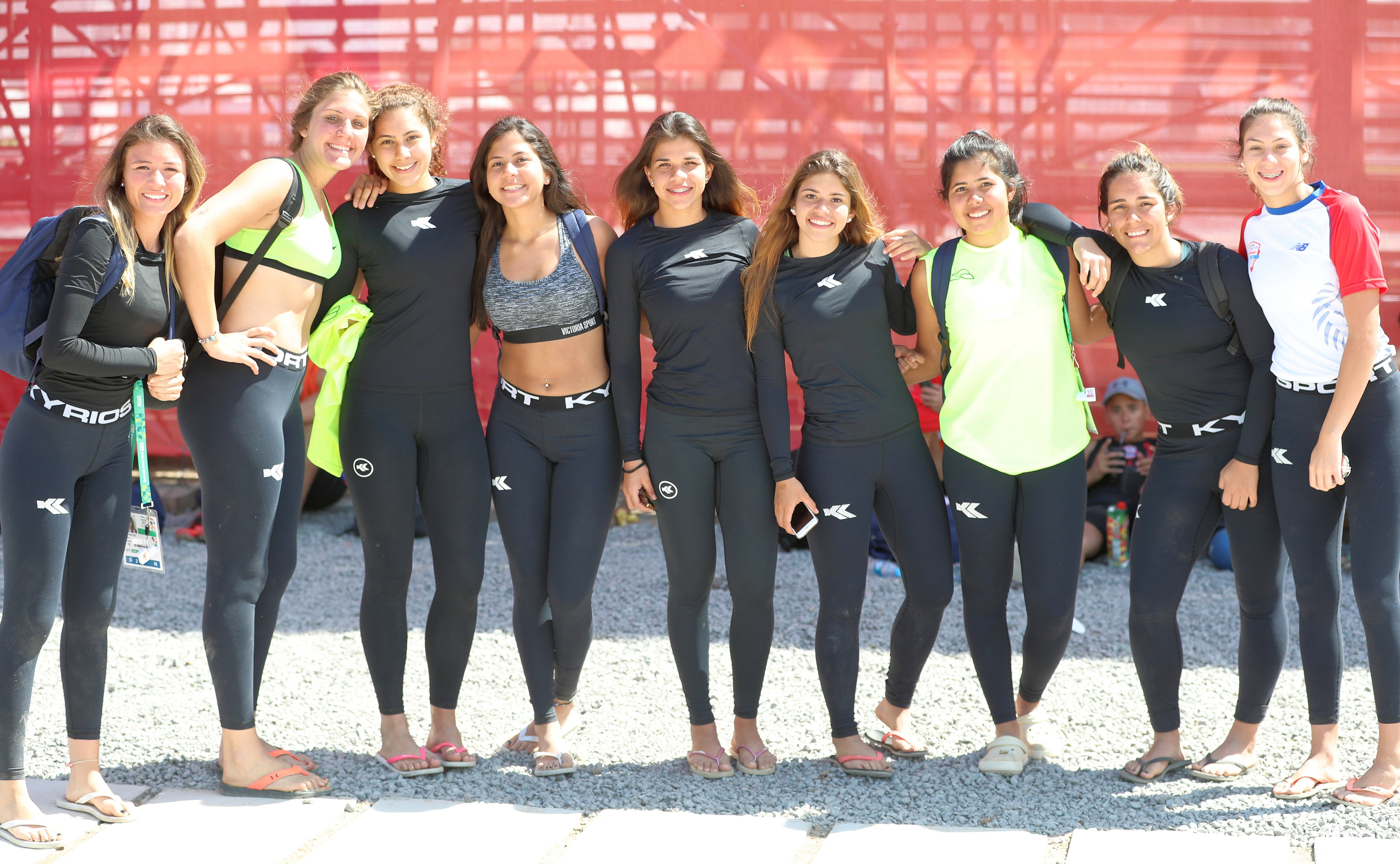
Das Team Paraguays während des Trainings

| NR | Name                 | Position | PU | ZS | PV  | AS | ST | BL | TO | SA |
| -- | -------------------- | -------- | -- | -- | --- | -- | -- | -- | -- | -- |
| 06 | Naomi Gueyraud       | D        | 0– | 2  | 1+0 | 0– |    |    |    |    |
| 07 | Verónica Miranda     | SPC      | 20 | –  |     | 02 |    |    |    |    |
| 08 | Guadalupe Villalba   | CB       | 04 | 1  |     | 03 |    |    |    |    |
| 09 | Alma Brítez          | RW       | 88 | –  |     | 14 |    |    |    |    |
| 10 | Andrea Gaona         | SPC      | 51 | 1  | 1+0 | 32 |    |    |    |    |
| 11 | Tatiana Franco       | P        | 13 | 4  |     | 06 |    |    |    |    |
| 12 | Jeanine Sánchez Gill | GK       | 0– | –  |     | 0– |    |    |    |    |
| 13 | Darlene Leiva        | LW       | 43 | 2  |     | 13 |    |    |    |    |
| 15 | Sofía Ugarriza       | D        | 50 | 2  |     | 04 |    |    |    |    |

- Trainer: José Veloso
- Betreuer: Luis Ruiz Díaz

| Trikot           | Tank Top Feld | Tank Top Tor/Specialist | Shorts |
| ---------------- | ------------- | ----------------------- | ------ |
| Standardtrikot   | Weiß          |                         | Rot    |
| Ausweichtrikot   | Schwarz       |                         | Rot    |
| Ausweichtrikot 2 | Schwarz       |                         | Rot    |

## Russland
Russland rückte auf seinen Startplatz auf, nachdem die eigentlich über die Juniorenweltmeisterschaften 2017, an denen Russland nicht teilnahm, für Buenos Aires qualifizierten Mannschaften aus Portugal (Futsal) und Spanien ihre Mannschaftsstartplätze in anderen Sportarten nutzten.
| NR | Name                   | Position | PU  | ZS | PV | AS | ST | BL | TO | SA |
| -- | ---------------------- | -------- | --- | -- | -- | -- | -- | -- | -- | -- |
| 01 | Jekaterina Karabutowa  | GK       | 008 | –  |    | 01 |    |    |    |    |
| 03 | Sofia Krachmalewa      | SPC/LW   | 044 | –  |    | 07 |    |    |    |    |
| 05 | Sofja Sawina           | P/SPC    | 042 | –  |    | 26 |    |    |    |    |
| 07 | Anna Wolkowa           | SPC/LW   | 054 | –  |    | 0– |    |    |    |    |
| 09 | Wiktoria Dawydowa      | LW/RW    | 085 | –  |    | 34 |    |    |    |    |
| 11 | Anna Iwanowa           | RW/D     | 116 | –  |    | 24 |    |    |    |    |
| 13 | Kristina Grigorowskaja | D/P      | 00– | 4  |    | 01 |    |    |    |    |
| 23 | Anastassija Skripka    | P/LW     | 019 | –  |    | 10 |    |    |    |    |
| 96 | Alina Sinelnikowa      | D/P      | 012 | 3  |    | 02 |    |    |    |    |

- Trainerin: Anna Sidoritschewa
- Assistent: Jewgeni Sotin

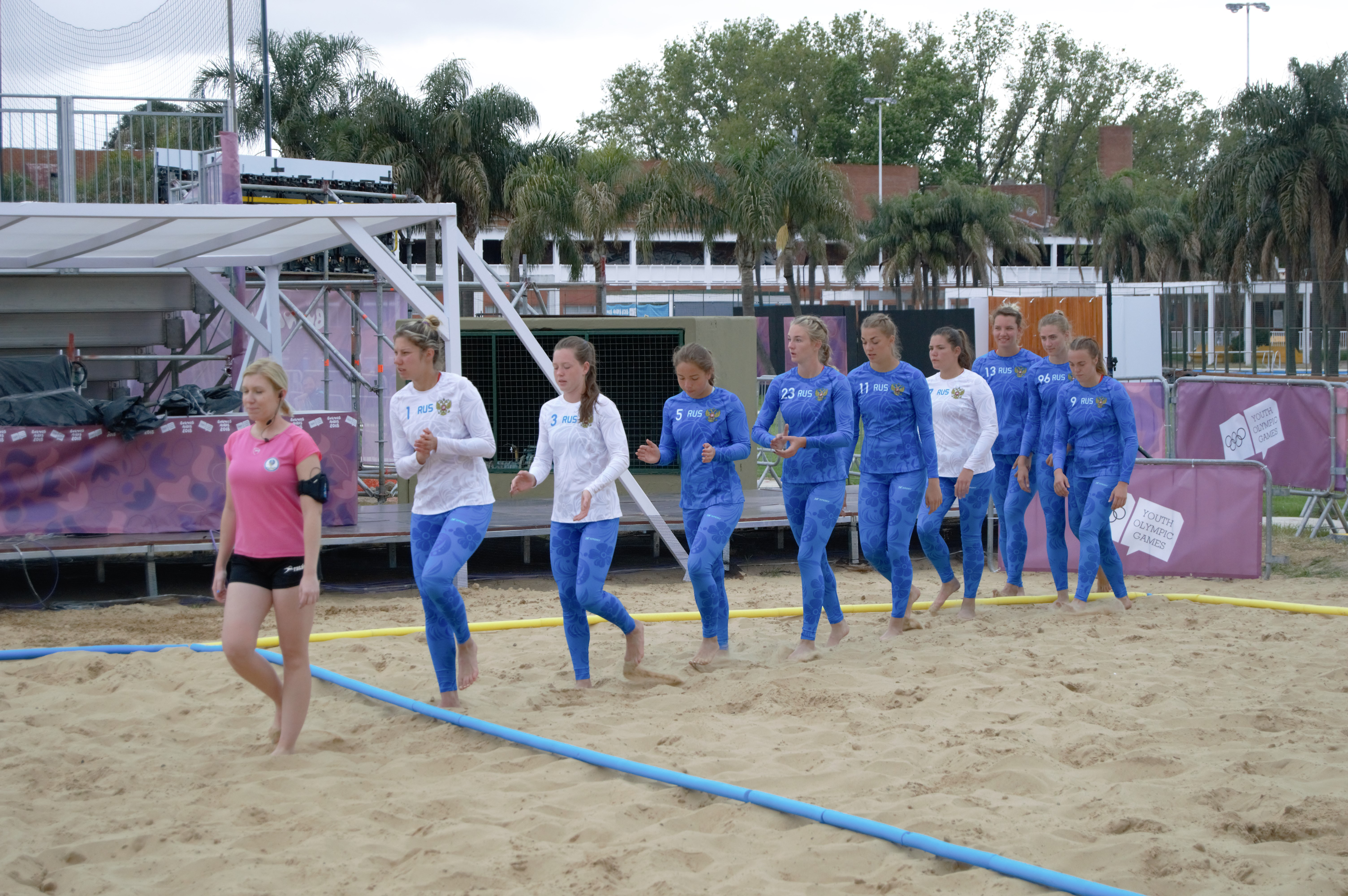
Russland vor dem Vorrundenspiel gegen Hongkong

- Betreuerin: Natalja Tschudesnikowa

| Trikot           | Tank Top Feld | Tank Top Tor/Specialist | Shorts |
| ---------------- | ------------- | ----------------------- | ------ |
| Standardtrikot   | Pink          | Pink                    | Pink   |
| Ausweichtrikot   | Blau          | Pink                    | Pink   |
| Ausweichtrikot 2 | Blau          | Pink                    | Pink   |

## Türkei
Die Türkei rückte auf ihren Startplatz auf, nachdem die eigentlich über die Juniorenweltmeisterschaften 2017, an denen die Türkei nicht teilnahm, für Buenos Aires qualifizierten Mannschaften aus Portugal (Futsal) und Spanien ihre Mannschaftsstartplätze in anderen Sportarten nutzten. Die eigentlich für das Turnier vorgesehene Nurçin Kocaman musste vier Tage vor Beginn der Spiele aufgrund einer Knieverletzung ersetzt werden.

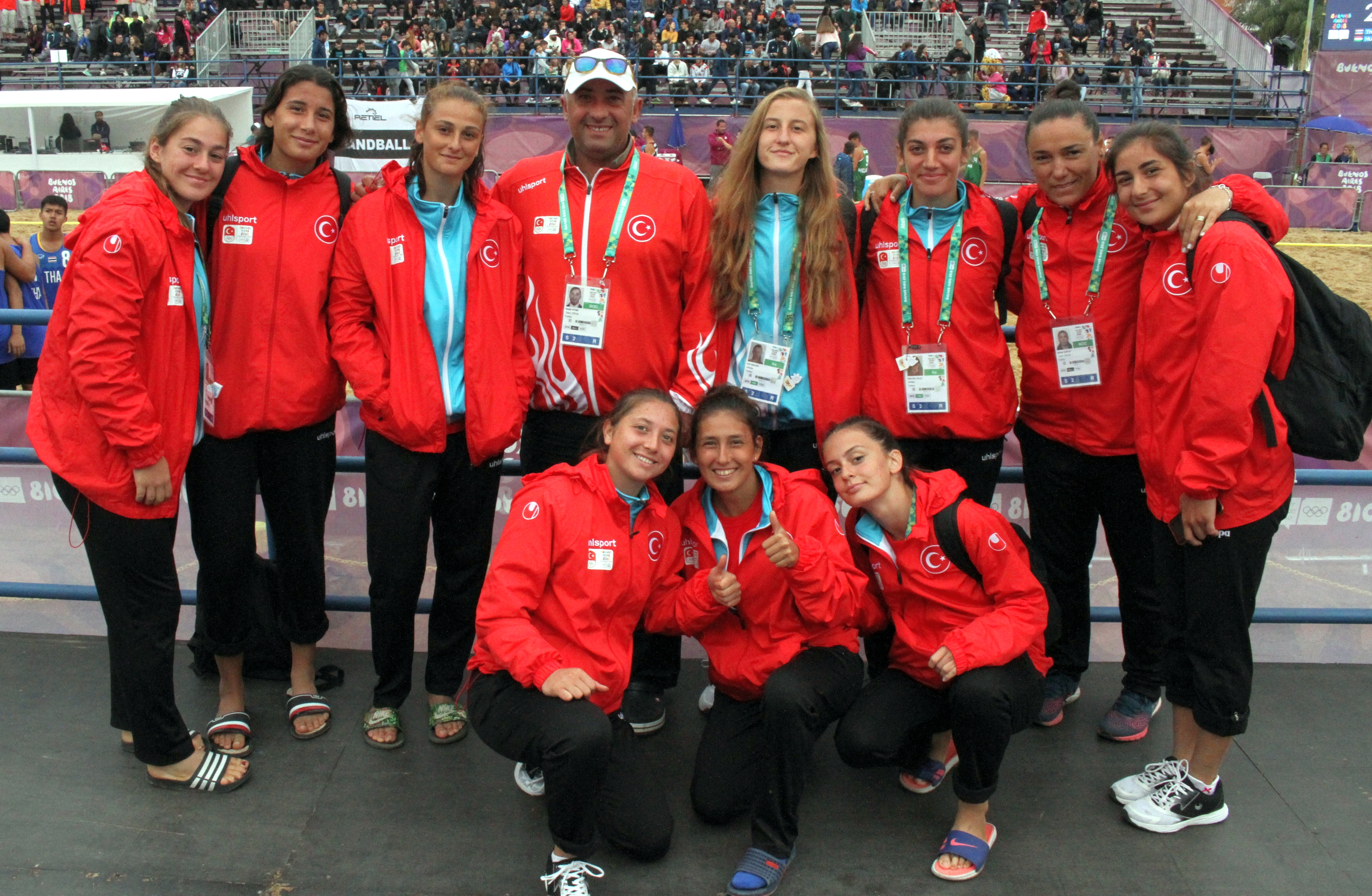
Die Mannschaft der Türkei nach ihrem letzten Spiel

| NR | Name                | Position | PU | ZS | PV  | AS | ST | BL | TO | SA |
| -- | ------------------- | -------- | -- | -- | --- | -- | -- | -- | -- | -- |
| 01 | Dilek Yılmaz        | CB       | 09 | 1  |     | 03 |    |    |    |    |
| 05 | Serap Yiğit         | RW       | 46 | –  |     | 29 |    |    |    |    |
| 07 | Beyzanur Türkyılmaz | LW       | 70 | 3  |     | 20 |    |    |    |    |
| 08 | Eda Nur Kılıç       | LW       | 39 | 2  |     | 05 |    |    |    |    |
| 11 | Elif Dalkıç         | P        | 19 | 1  |     | 20 |    |    |    |    |
| 12 | Sude Karademir      | GK       | 0– | –  |     | 0– |    |    |    |    |
| 14 | Ceyhan Coşkunsu     | GK       | 08 | –  |     | 02 |    |    |    |    |
| 15 | Beyza Karaçam       | RW       | 54 | 3  | 1+0 | 04 |    |    |    |    |
| 16 | Ayşenur Sormaz      | LW       | 39 | 3  |     | 03 |    |    |    |    |

- Trainer: Kadir Ayar
- Assistentin: Senar Dayat

| Trikot           | Tank Top Feld | Tank Top Tor/Specialist | Shorts  |
| ---------------- | ------------- | ----------------------- | ------- |
| Standardtrikot   | Rot           | Schwarz                 | Schwarz |
| Ausweichtrikot   | Schwarz       | Schwarz                 | Schwarz |
| Ausweichtrikot 2 | Rot           | Schwarz                 | Schwarz |

## Ungarn
Ungarn ist eine der erfolgreichsten und traditionsreichsten Nationen im Beachhandball. Die Mädchenmannschaft war zum Zeitpunkt der Spiele amtierende Juniorenweltmeisterin und hatte sich auch über dieses Turnier qualifiziert.

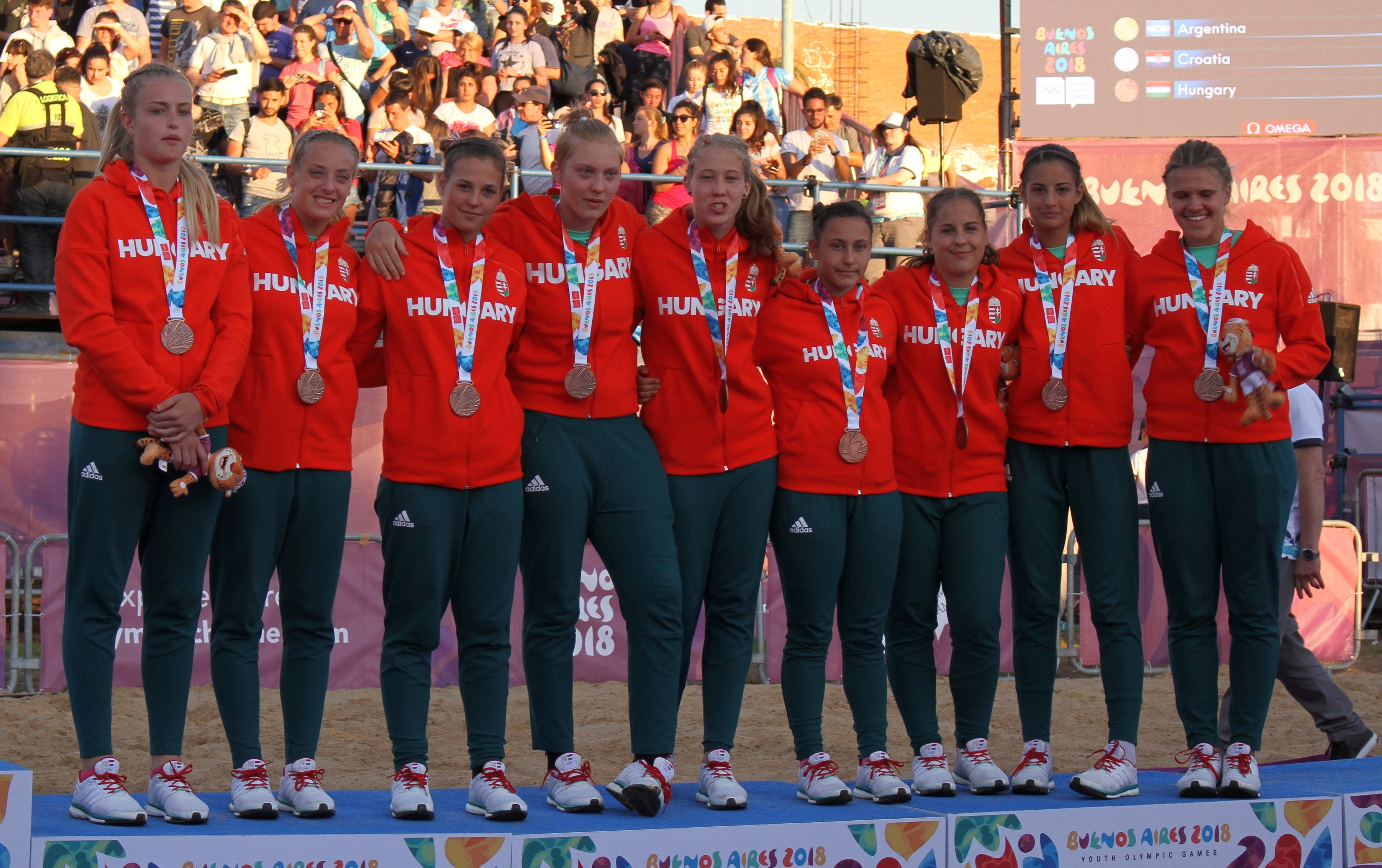
Die ungarische Mannschaft bei der Siegerehrung

| NR | Name            | Position | PU | ZS | PV | SW  | AS | ST | BL   | TO | SA            |
| -- | --------------- | -------- | -- | -- | -- | --- | -- | -- | ---- | -- | ------------- |
| 01 | Gréta Hadfi     | GK       | 18 | –  | 0– | 0–  | 04 | 0– | 0–   | 04 | 47/139 (34 %) |
| 02 | Csenge Braun    | SPC/LW   | 95 | 1  | 0– | 0–  | 33 | 01 | 10/– | 06 | 0–            |
| 08 | Sára Léránt     | SPC/RW   | 86 | –  | 0– | 2/2 | 30 | 0– | 0–   | 10 | 0–            |
| 09 | Klaudia Pintér  | SPC/LW   | 39 | –  | 0– | 1/– | 07 | 0– | 0–   | 09 | 0–            |
| 11 | Rebeka Benzsay  | P        | 87 | –  | 0– | 2/1 | 24 | 0– | 01   | 10 | 0–            |
| 16 | Dalma Mátéfi    | GK       | 10 | –  | 0– | 0–  | 0– | 0– | 0–   | 0– | 30/96 (31 %)  |
| 26 | Dorottya Gajdos | LW       | 64 | 2  | 0– | 4/2 | 21 | 02 | 01   | 07 | 0–            |
| 32 | Réka Király     | RW       | 18 | 1  | 0– | –/3 | 03 | 06 | 05   | 01 | 0–            |
| 46 | Gabriella Landi | D        | 02 | 1  | 0– | –/3 | 0– | 04 | 01   | 0– | 0/1 (0 %)     |

- Trainer: Zoltán Pinizsi
- Assistentin: Ágnes Győri

| Trikot           | Tank Top Feld | Tank Top Tor/Specialist | Shorts |
| ---------------- | ------------- | ----------------------- | ------ |
| Standardtrikot   | Rot           | Grün                    | Rot    |
| Ausweichtrikot   | Schwarz       | Grün                    | Rot    |
| Ausweichtrikot 2 | Schwarz       | Grün                    | Rot    |

## Venezuela
Venezuela erlangte konkurrenzlos als eines von drei Teams bei den Juniorenweltmeisterschaften 2017 aus Amerika einen der drei Startplätze für die Jugendspiele. Trainer Sánchez nominierte aus einer Gruppe von elf Spielerinnen im engeren Kreis für die Plätze neun Mädchen für das Turnier.

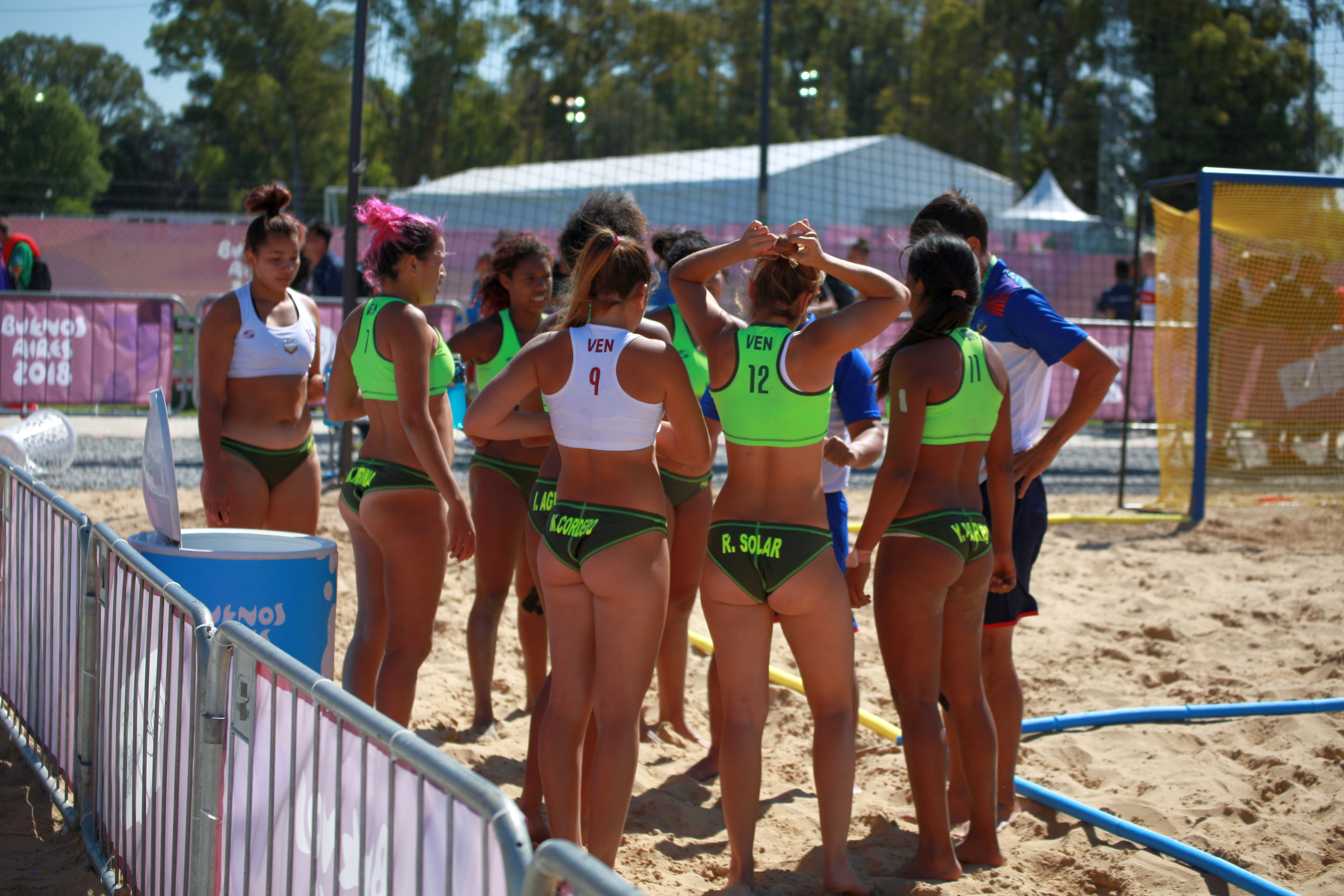
Trainer Sánchez stimmt die venezolanische Mannschaft vor dem Vorrundenspiel gegen Paraguay ein

| NR | Name            | Position | PU | ZS | PV | AS | ST | BL | TO | SA |
| -- | --------------- | -------- | -- | -- | -- | -- | -- | -- | -- | -- |
| 02 | Miraidy Suárez  | P        | 08 | 4  |    | 03 |    |    |    |    |
| 05 | Lilesky Reolón  | RW       | 73 | 1  |    | 17 |    |    |    |    |
| 07 | Wisleidy Medina | P        | 80 | –  |    | 11 |    |    |    |    |
| 09 | Milena Cordero  | SPC      | 22 | 1  |    | 09 |    |    |    |    |
| 11 | Paola Parra     | D        | 11 | 2  |    | 01 |    |    |    |    |
| 12 | Risandry Solar  | SPC      | 32 | –  |    | 01 |    |    |    |    |
| 14 | Milangela Tovar | LW       | 75 | 2  |    | 14 |    |    |    |    |
| 15 | Iskari Águilar  | LW       | 35 | 2  |    | 03 |    |    |    |    |
| 16 | Emilis Ojeda    | GK       | 06 | –  |    | 0– |    |    |    |    |

- Trainer: Octavio Sánchez Moreno
- Assistent: Ghassan Mamo

| Trikot           | Tank Top Feld | Tank Top Tor/Specialist | Shorts  |
| ---------------- | ------------- | ----------------------- | ------- |
| Standardtrikot   | Weinrot       | Hellgrün                | Weinrot |
| Ausweichtrikot   | Weiß          | Hellgrün                | Weinrot |
| Ausweichtrikot 2 | Weiß          | Hellgrün                | Weinrot |